# 項承芳
項承芳（？—1586年），字達甫，號見吕，浙江嘉興府嘉興縣人，民籍，明朝政治人物。

## 生平
萬曆四年（1576年）丙子科浙江鄉試第三十二名，萬曆十一年（1583年）癸未科會試第一百名，登二甲第四十五名進士。都察院觀政，本年养病，十四年授刑部主事，本年漕运理刑，卒于官。

## 家族
曾祖項經，曾任布政司參政；祖父項鏞，曾任都指揮使；父項元涍，曾任錦衣衛千戶。母吳氏（封宜人）。